# Michail Zagoskin

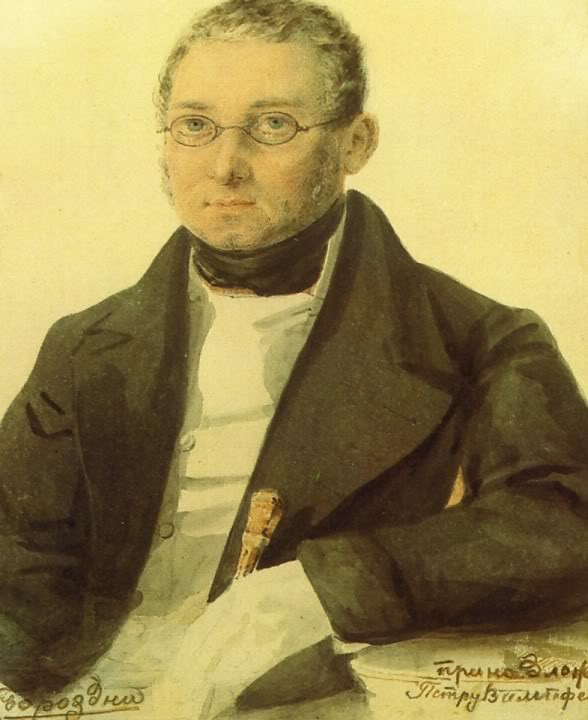
Michail Zagoskin.

Michail Nikolajevitj Zagoskin (ryska: Михаил Николаевич Загоскин), född den 14 juli 1789 i Pensaguvernementet, död den 23 juni 1852, var en rysk lustspels- och romanförfattare.
Zagoskin deltog i 1812 års fälttåg, där han blev sårad, blev tjänsteman vid teaterkanslierna i Sankt Petersburg och Moskva och utnämndes 1831 till chef för Moskvas teatrar. År 1842 blev han chef för Kremls livrustkammare. En av Rysslands produktivaste författare, skrev han till en början - alltifrån 1815 - en mängd lustspel i vedertagen fransk stil, vilka, trots att de i inget avseende var märkliga, delvis hade mycket stor framgång. År 1829 debuterade Zagoskin som romanförfattare med romanen Jurij Miloslavskij, som hade enastående framgång och i ett slag gjorde sin författare berömd över hela Ryssland - den allmänna förtjusningen förklaras delvis därav, att den var Rysslands första historiska roman. Efter denna följde en rad andra, alla starkt påverkade av Walter Scott och alla utmärkande sig för flammande patriotism. Av hans produktion har endast "Jurij Miloslavskij" något så när stått sig mot tiden och har in i det sista utgjort omtyckt ungdoms- och folkläsning.